# Kemarley Brown
Kemarley Brown, född 20 juli 1992, är en friidrottare från Bahrain. Han deltog vid olympiska sommarspelen 2016.